# بازی منصفانه (فیلم ۱۹۸۶)
بازی منصفانه (به انگلیسی: Fair Game) یک فیلم اکشن و مهیج استرالیایی است محصول سال ۱۹۸۶ به کارگردانی ماریو آندراکیو از فیلمنامه راب جورج است. 
کوئنتین تارانتینو شیفته این فیلم است. 

## داستان فیلم
زن جوانی (کاساندرا دلانی) که یک پناهگاه حیات وحش را در جایی دور افتاده اداره می‌کند توسط سه شکارچی کانگورو که به دنبال بازی جدید وارد پناهگاه شده‌اند مورد تهدید قرار می‌گیرد. 

## بازیگران
- کاساندرا دلانی در نقش جسیکا
- پیتر فورد در نقش سانی
- دیوید سندفورد در نقش رینگو
- گری کی به عنوان جرقه
- دون بارکر در نقش فرانک
- کارمل یانگ در نقش مویرا
- تونی کلی در نقش درک
- آدریان شرلی در نقش ویکتو [۲]

## باکس آفیس
این فیلم در گیشه استرالیا ۱۳۹۰۲ دلار فروخت.